# Tó
Tó ist eine Gemeinde (Freguesia) im portugiesischen Kreis Mogadouro. In ihr leben 136 Einwohner (Stand 19. April 2021).